# Чемпіонат світу з трекових велоперегонів 2015 — гіт на 500 м (жінки)
Змагання з гіту на 500 м серед жінок на Чемпіонаті світу з трекових велоперегонів 2015 відбулись 19 лютого.

## Результати
Заїзд розпочавсь о 19:00.
| Місце | Ім'я               | Країна          | Час    | Примітки |
| ----- | ------------------ | --------------- | ------ | -------- |
| 1     | Анастасія Войнова  | Росія           | 33.149 |          |
| 2     | Анна Мірс          | Австралія       | 33.425 |          |
| 3     | Міріам Вельте      | Німеччина       | 33.699 |          |
| 4     | Еліс Ліхтлі        | Нідерланди      | 33.775 |          |
| 5     | Лі Хвейші          | Гонконг         | 33.788 |          |
| 6     | Віржині Куефф      | Франція         | 33.926 |          |
| 7     | Олена Брежніва     | Росія           | 33.999 |          |
| 8     | Дарія Шмельова     | Росія           | 34.141 |          |
| 9     | Лісандра Ґуерра    | Куба            | 34.226 |          |
| 10    | Таня Кальво        | Іспанія         | 34.280 |          |
| 11    | Сенді Клер         | Франція         | 34.425 |          |
| 12    | Кеті Шофілд        | Нова Зеландія   | 34.595 |          |
| 13    | Кеті Марчант       | Велика Британія | 34.633 |          |
| 14    | Стефані Маккензі   | Нова Зеландія   | 34.722 |          |
| 15    | Вікторія Вільямсон | Велика Британія | 34.904 |          |
| 16    | Хуліана Гавірія    | Колумбія        | 35.123 |          |
| 17    | Данела Гаксіола    | Мексика         | 35.803 |          |
| 18    | Кейт О'Браєн       | Канада          | 35.921 |          |
| 19    | Маріяестела Вілера | Венесуела       | 35.926 |          |
| 20    | Олена Цьось        | Україна         | 36.286 |          |
| 21    | Аннерін Венгольд   | ПАР             | 39.054 |          |